# Metropolregion Zürich

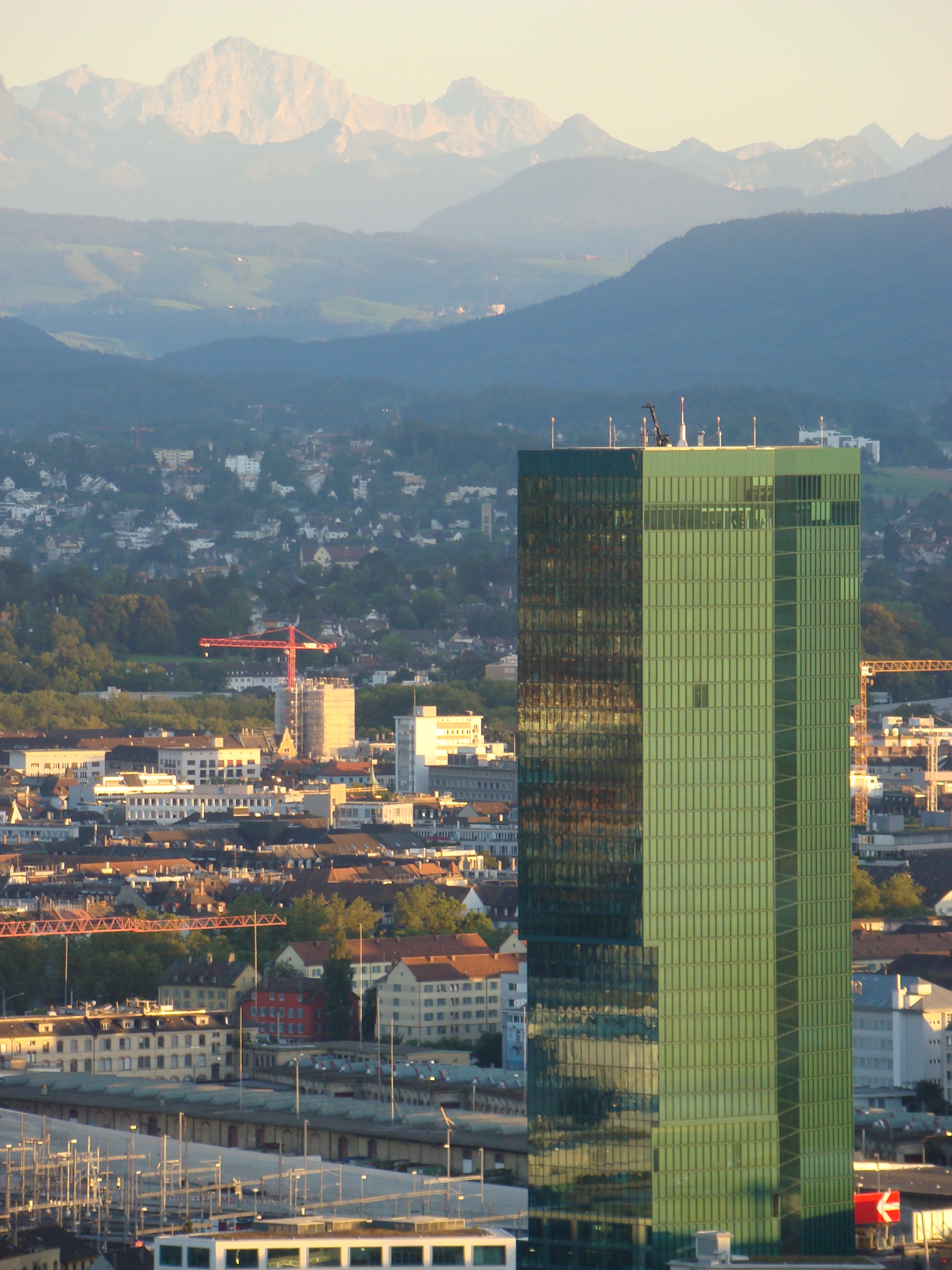
Blick aus der wachsenden Stadt ins Umland: Prime Tower, Zürich-West

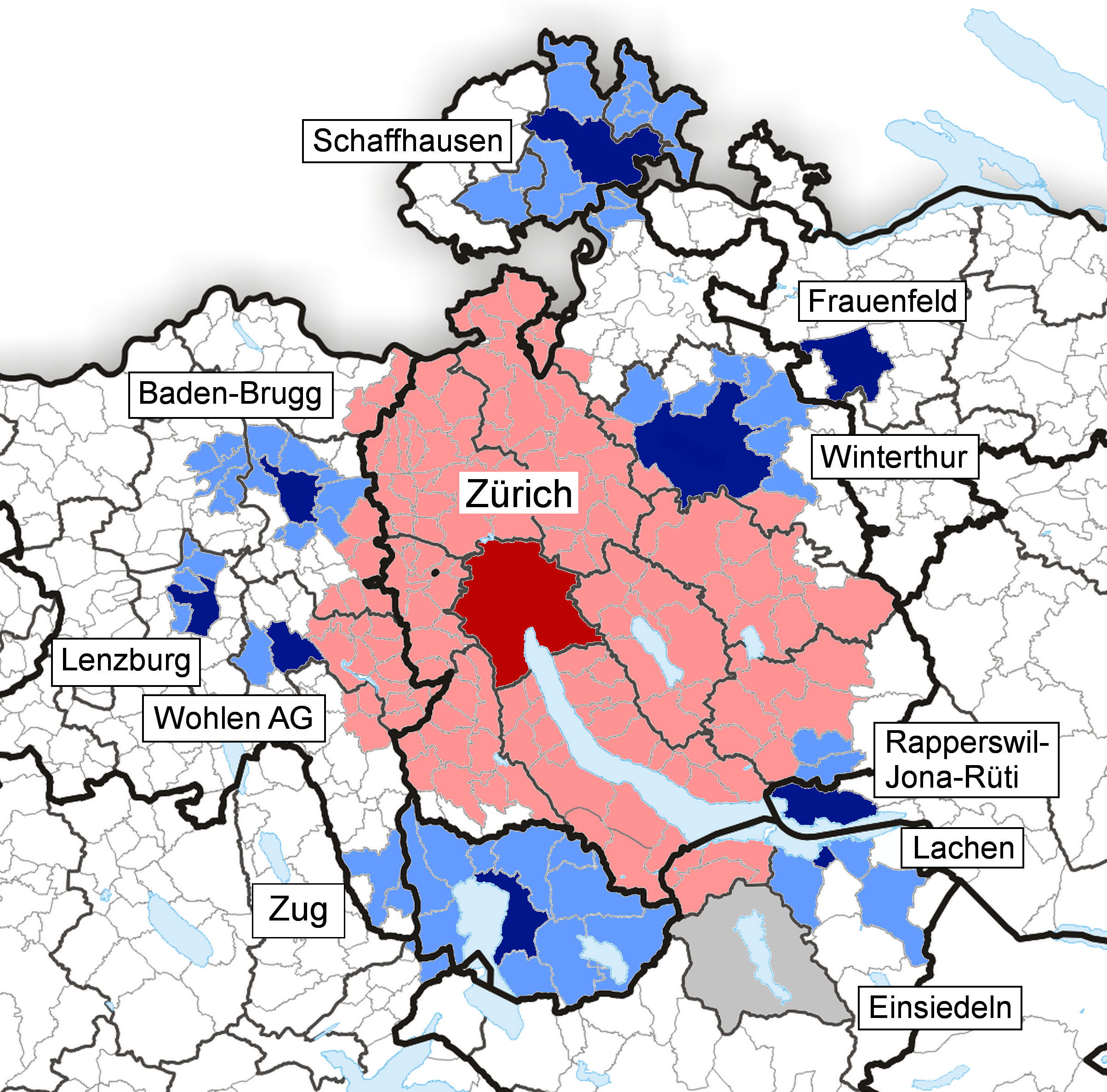
Die Agglomerationen, welche das Bundesamt für Statistik der Metropolregion Zürich zurechnete (Ausdehnung der Agglomerationen: Stand 2022)

Die Metropolregion Zürich ist der bevölkerungsreichste Wirtschaftsraum der Schweiz. Die Region umfasst den grössten Teil des Kantons Zürich sowie angrenzende Gebiete. Im Zentrum befindet sich die Agglomeration Zürich mit etwa 1,45 Millionen Einwohnern; ihr ordnete das schweizerische Bundesamt für Statistik (BFS) auf der Grundlage der Pendlerverflechtungen zehn kleinere, benachbarte Agglomerationen zu. In der ganzen Region leben etwa 2,10 Millionen Menschen (Stand 2022) – fast ein Viertel der Schweizer Bevölkerung.
Neben der Metropolregion Zürich definierte das BFS vier weitere Metropolregionen: Basel, Bern, Genf-Lausanne und Tessin. Inzwischen verzichtet das BFS allerdings auf diese Raumgliederung und verwendet die Begriffe Metropole und Metropolregion (bzw. «Metropolraum») nicht mehr. Nach wie vor verfügbar sind aktuelle Zahlen zu den einzelnen Agglomerationen, die einer Metropolregion zugerechnet wurden.
Der Verein Metropolitanraum Zürich vertritt die Interessen einer noch grösseren Region, die sich von Aarau, Luzern und Glarus bis zum Bodensee erstreckt. Eine andere Organisation betreibt unter dem Begriff Greater Zurich Area Standortmarketing für ein Gebiet, zu dem auch die Kantone Solothurn, Graubünden und Tessin gehören. Einfacher abzugrenzen ist schliesslich die Grossregion Zürich gemäss BFS-Definition: Sie ist identisch mit dem Gebiet des Kantons Zürich.

## Metropolregion Zürich (BFS, 2000)

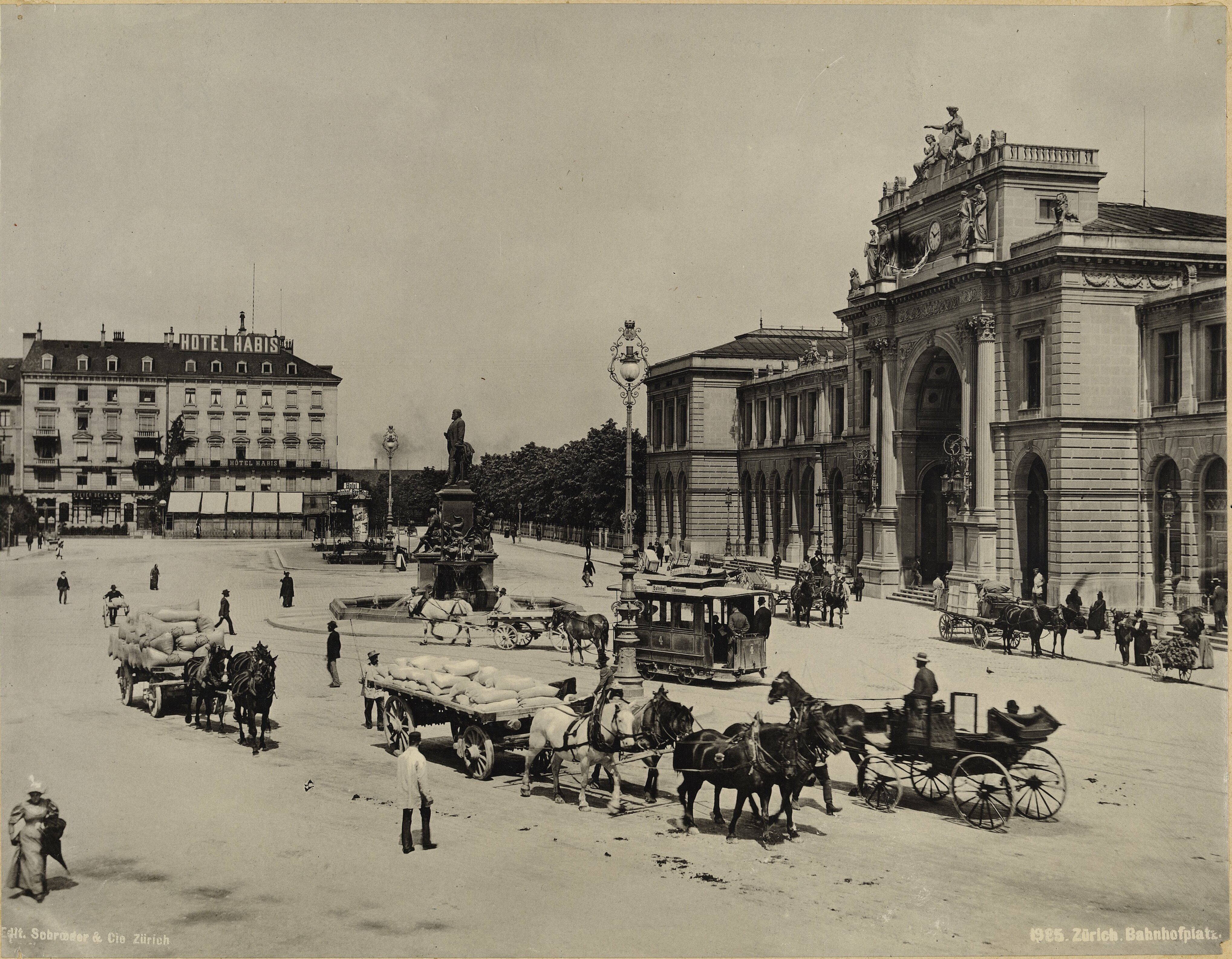
Vor den Toren der ‹Klein-Metropole› war bereits die Infrastruktur für die Zukunft errichtet worden (Zürich, Bahnhofplatz, nach 1882)

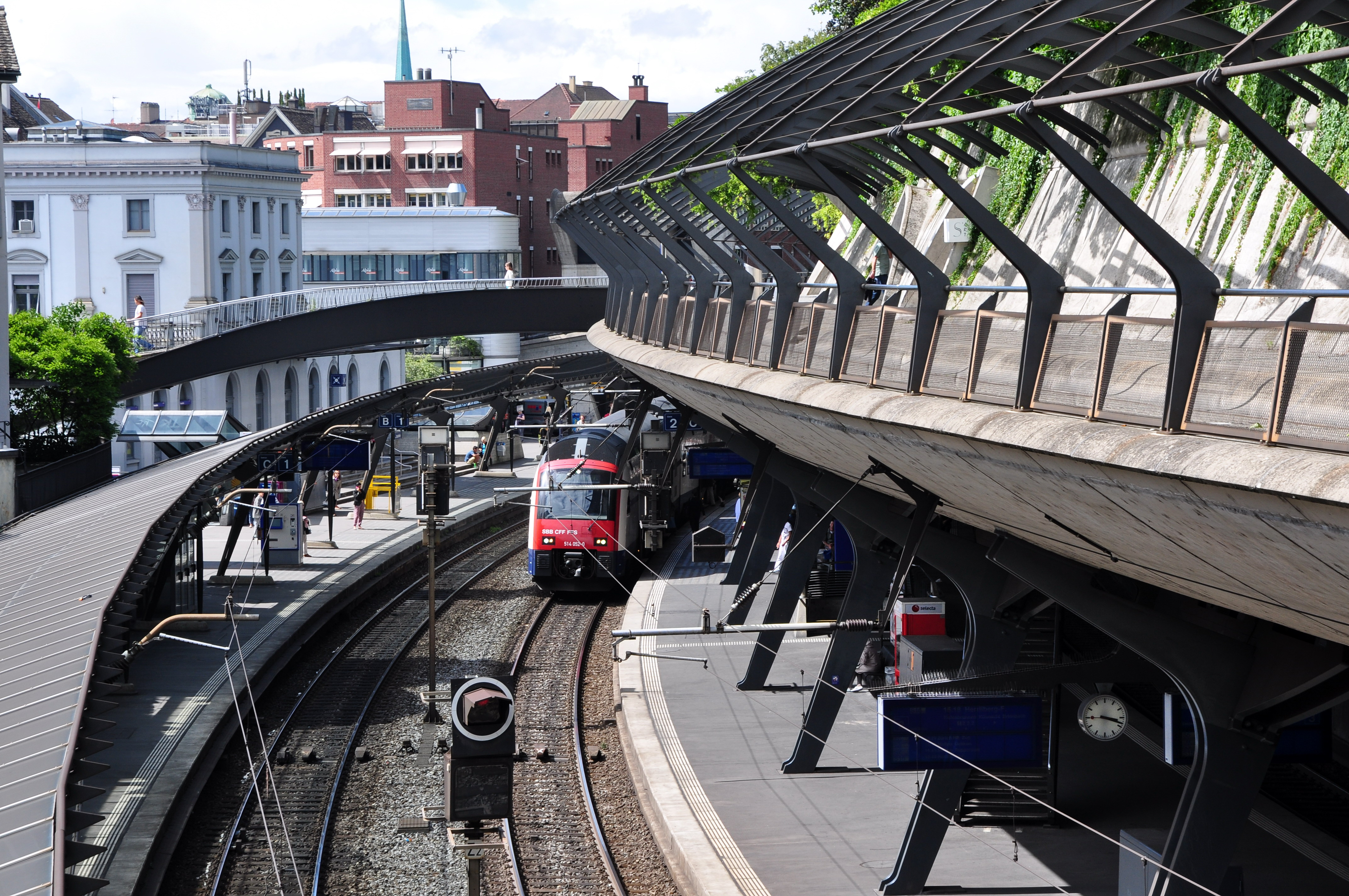
Ein neuer Knotenpunkt des Pendlerverkehrs: Bahnhof Zürich Stadelhofen (2011)

### Definition und Ausdehnung
Das Bundesamt für Statistik wies eine Agglomeration einer Metropolregion zu, wenn mindestens jeder zwölfte erwerbstätige Einwohner (8,33 Prozent) in der «Kernagglomeration» des Gebiets arbeitete. Die Festlegung der Agglomerationen und Metropolregionen (vom BFS «Metropolräume» genannt) erfolgte basierend auf den Auswertungen der Volkszählung von 2000.
Die Metropolregion Zürich bestand aus der Agglomeration Zürich als Kerngebiet, zehn kleineren, äusseren Agglomerationen und der Einzelstadt Einsiedeln. Im Jahr 2012 umfasste sie rund 1,88 Mio. Einwohner auf 2172 km² Fläche. Die Bevölkerungsdichte betrug also damals 866 Einwohner pro Quadratkilometer. – Zum Vergleich: Metropolregion Genf-Lausanne: 1,32 Millionen Einwohner, ca. 380 Einwohner pro km² (Stand 2020); Metropolregion Basel: ca. 1,30 Millionen Einwohner, ca. 360 Einwohner pro km² (Stand 2008).
Zur Metropolregion gehörten 11 sogenannte Kerngemeinden und 208 weitere Gemeinden in den sieben Kantonen Zürich (127 Gemeinden), Aargau (57 Gemeinden), Schwyz (11 Gemeinden), Zug (10 Gemeinden), Schaffhausen (9 Gemeinden), Thurgau (3 Gemeinden) und St. Gallen (2 Gemeinden).

### Zugeordnete Agglomerationen

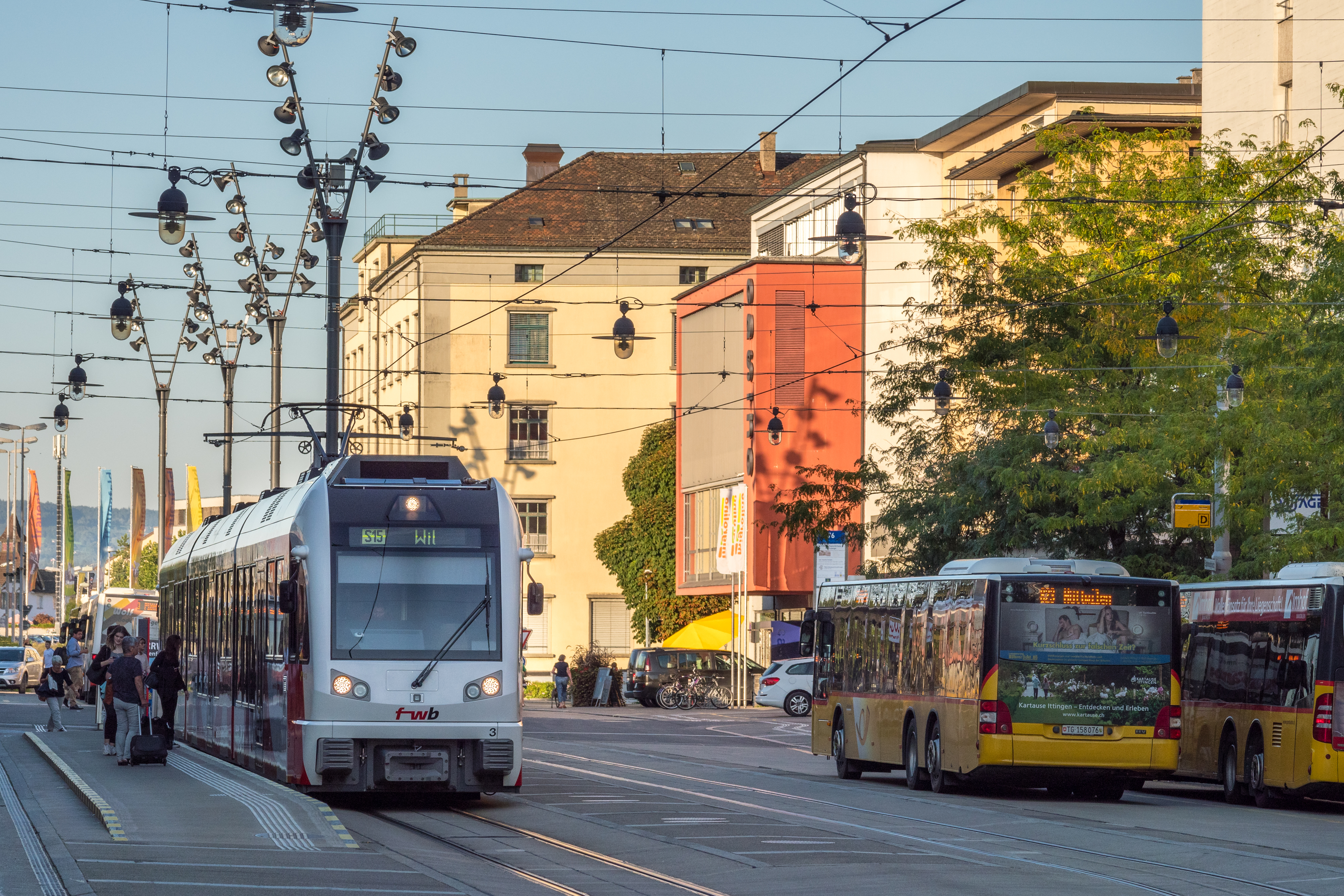
Umsteigepunkt in einer der äusseren Agglomerationen: Frauenfeld, Bahnhofplatz (2019)

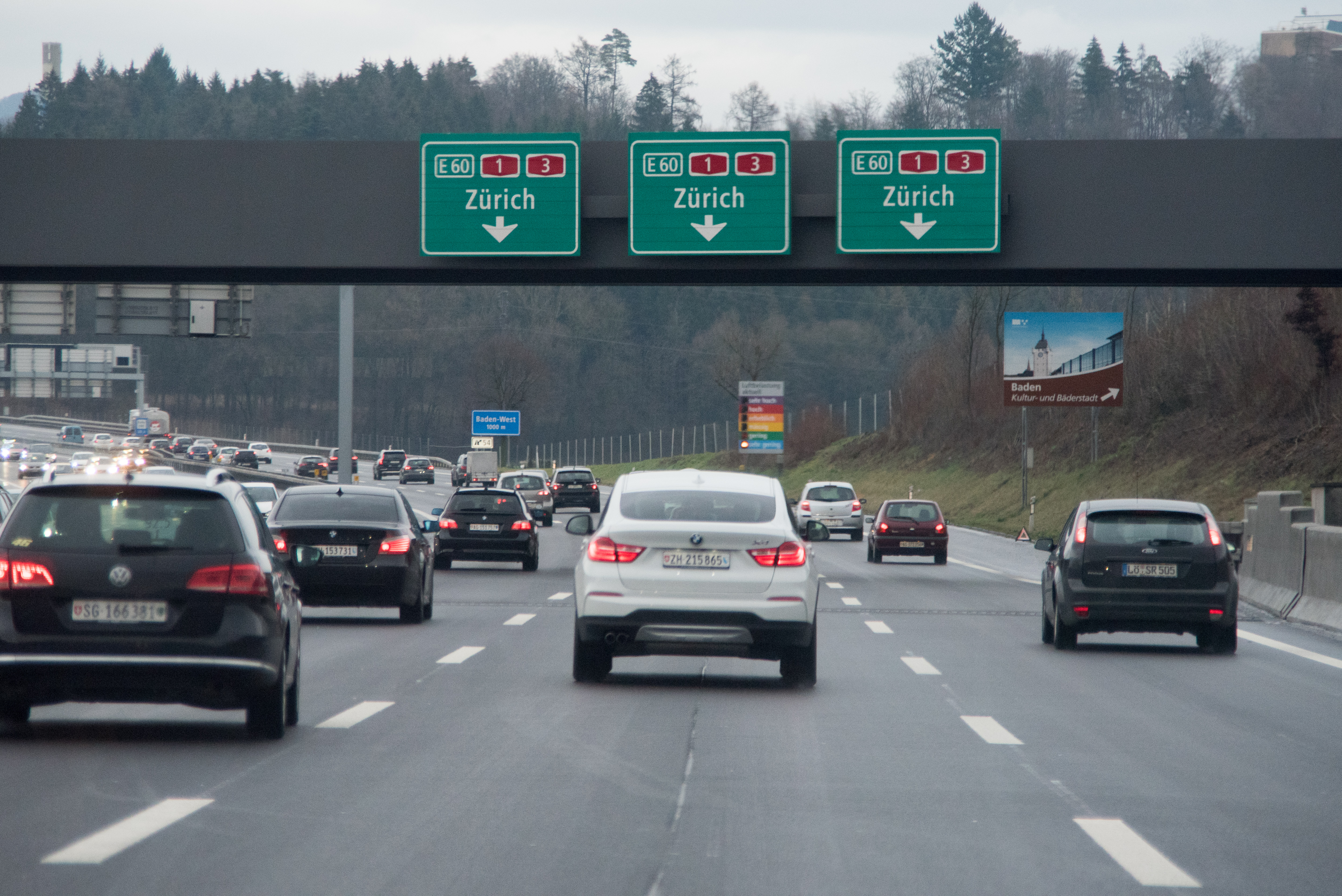
Wer mit dem Auto nach Zürich pendelt, muss mit hohem Verkehrsaufkommen rechnen (A1 bei Baden, 2016)

In der folgenden Liste sind zusätzlich zu den letzten verfügbaren Zahlen für die gesamte Metropolregion (2012) zum Vergleich die Bevölkerungszahlen der einzelnen Agglomerationen im Jahr 2022 aufgeführt. Der Gemeindebestand der Agglomerationen hat sich unterdessen teilweise deutlich verändert: Die Agglomerationen Zürich, Zug und Schaffhausen haben gemäss Statistik im Zuge der veränderten Pendlerströme Gemeinden hinzugewonnen (Zürich: +17; Zug: +7; Schaffhausen: +3); alle andern haben Gemeinden verloren (Winterthur: −4; Baden-Brugg: −9; Rapperswil-Jona-Rüti: −1; Lachen: −3; Lenzburg: −2; Frauenfeld: −2; Wohlen: −1). Die ehemalige Agglomeration Wetzikon-Pfäffikon ZH ist Teil der Agglomeration Zürich geworden. Kaum verändert hat sich hingegen die gesamte Fläche, welche die ganze Gruppe von Agglomerationen einnimmt.
Im Jahr 2022 betrug die Summe der Bevölkerungszahlen aller Agglomerationen, die einst der Metropolregion Zürich zugerechnet wurden, 2,10 Millionen.
- Agglomeration Zürich (Kernstadt: Zürich)
1'217'751 Einwohner, 1086 km² Fläche (Stand 2012);[5]
total 131 Gemeinden (103 im Kanton Zürich, 25 im Kanton Aargau, 3 im Kanton Schwyz)

(2022: 1'450'724 Einwohner, 148 Gemeinden)
- Agglomeration Winterthur (Kernstadt: Winterthur)
144'187 Einwohner, 151 km² Fläche; 12 Gemeinden im Kanton Zürich

(2022: 146'035 Einwohner, 8 Gemeinden)
- Agglomeration Baden-Brugg (Kernstadt: Baden)
120'571 Einwohner, 124 km² Fläche; 22 Gemeinden im Kanton Aargau

(2022: 111'603 Einwohner, 13 Gemeinden)
- Agglomeration Zug (Kernstadt: Zug)
112'240 Einwohner, 180 km² Fläche; 10 Gemeinden im Kanton Zug

(2022: 142'955 Einwohner, 17 Gemeinden)
- Agglomeration Schaffhausen (Kernstadt: Schaffhausen)
 67'688 Einwohner, 129 km² Fläche; 13 Gemeinden (9 im Kanton Schaffhausen, 4 im Kanton Zürich)

(2022: 77'478 Einwohner, 16 Gemeinden)
- Agglomeration Rapperswil-Jona-Rüti (Kernstadt: Rapperswil-Jona)
54'246 Einwohner, 97 km² Fläche; 4 Gemeinden (2 im Kanton Zürich, 2 im Kanton St. Gallen)

(2022: 48'732 Einwohner, 3 Gemeinden)
- Agglomeration Wetzikon-Pfäffikon ZH (Kernstadt: Wetzikon)
53'358 Einwohner, 94 km² Fläche; 5 Gemeinden im Kanton Zürich

(2022: Teil der Agglomeration Zürich)
- Agglomeration Lachen (Kerngemeinde: Lachen)
39'009 Einwohner, 99 km² Fläche; 7 Gemeinden im Kanton Schwyz

(2022: 31'693 Einwohner, 4 Gemeinden)
- Agglomeration Lenzburg (Kerngemeinde: Lenzburg)
30'787 Einwohner, 41 km² Fläche; 7 Gemeinden im Kanton Aargau

(2022: 26'172 Einwohner, 5 Gemeinden)
- Agglomeration Frauenfeld (Kernstadt: Frauenfeld)
30'176 Einwohner, 44 km² Fläche; 3 Gemeinden im Kanton Thurgau

(2022: 26'093 Einwohner, 1 Gemeinde)
- Agglomeration Wohlen AG (Kerngemeinde: Wohlen)
23'919 Einwohner, 29 km² Fläche; 3 Gemeinden im Kanton Aargau

(2022: 25'002 Einwohner, 2 Gemeinden)
- Einzelstadt Einsiedeln: 14'438 Einwohner, 99 km² Fläche

(2022: 16'310 Einwohner)

## Agglomeration Zürich (BFS, 2020)

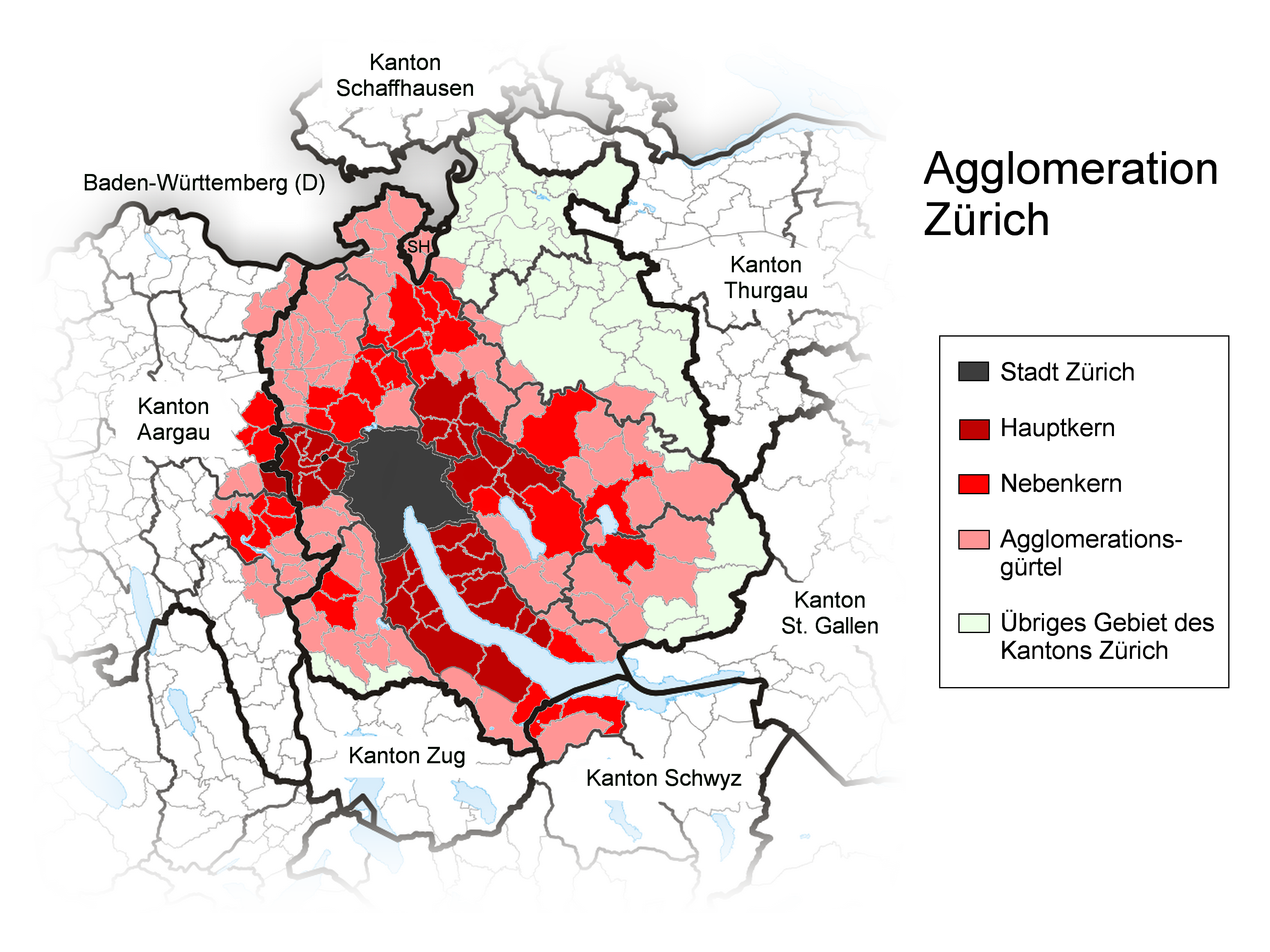
Agglomeration Zürich gemäss BFS (Stand 2022)

### Definition
Gemäss der Definition des Bundesamts für Statistik von 2020 wird die Agglomeration Zürich weiter gefasst als 2000–2012. Im Jahr 2022 bestand sie aus 148 Gemeinden (2012: 131), einschliesslich der «Kernstadt» Zürich. Unter anderem wurde die ehemalige Agglomeration «Wetzikon-Pfäffikon ZH» integriert. Am 31. Dezember 2022 lebten in der Agglomeration Zürich nach neuer Definition insgesamt 1'450'724 Einwohner.
Das BFS definiert die Kernzone einer Agglomeration durch eine Dichte von mindestens 500 «Einwohnern plus Beschäftigten» pro Quadratkilometer. Die Unterscheidung zwischen Hauptkern und Nebenkern beruht einzig auf dem Anteil der zur Arbeit in einen anderen Kern pendelnden Einwohner: Wenn dieser einen bestimmten Wert übertrifft, wird eine Gemeinde dem Nebenkern zugerechnet. Der Agglomerationsgürtel ist dadurch definiert, dass mehr als ein Drittel der in jenen Gemeinden wohnenden Erwerbstätigen in einer der Kerngemeinden der Agglomeration arbeitet.
Im Hauptkern (inkl. Stadt Zürich) lebten 2022 rund 856'000, im Nebenkern rund 322'000 und im Agglomerationsgürtel etwa 273'000 Menschen.

### Kerngemeinden

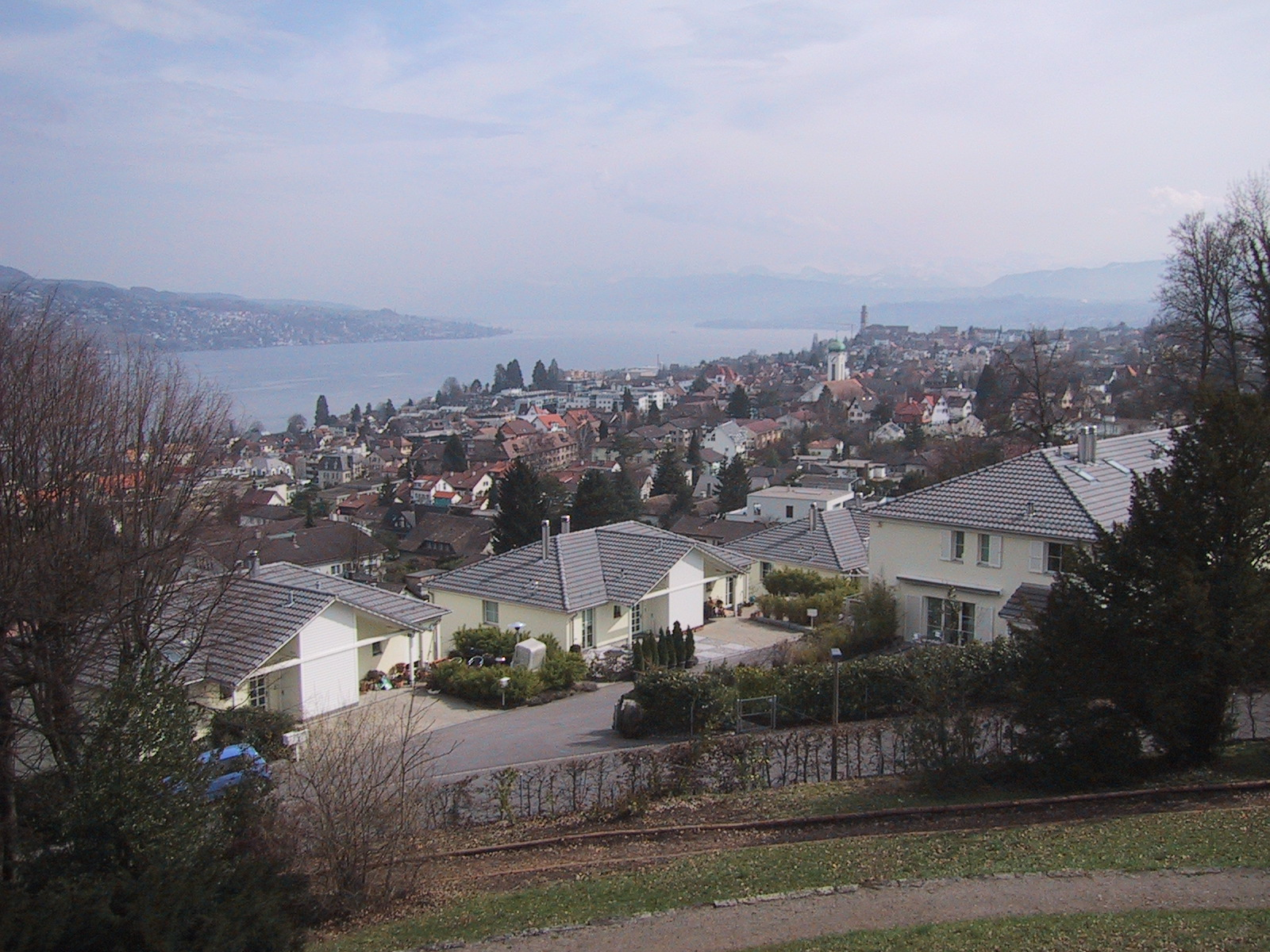
Thalwil, eine der nach Zürich am dichtesten besiedelten Gemeinden

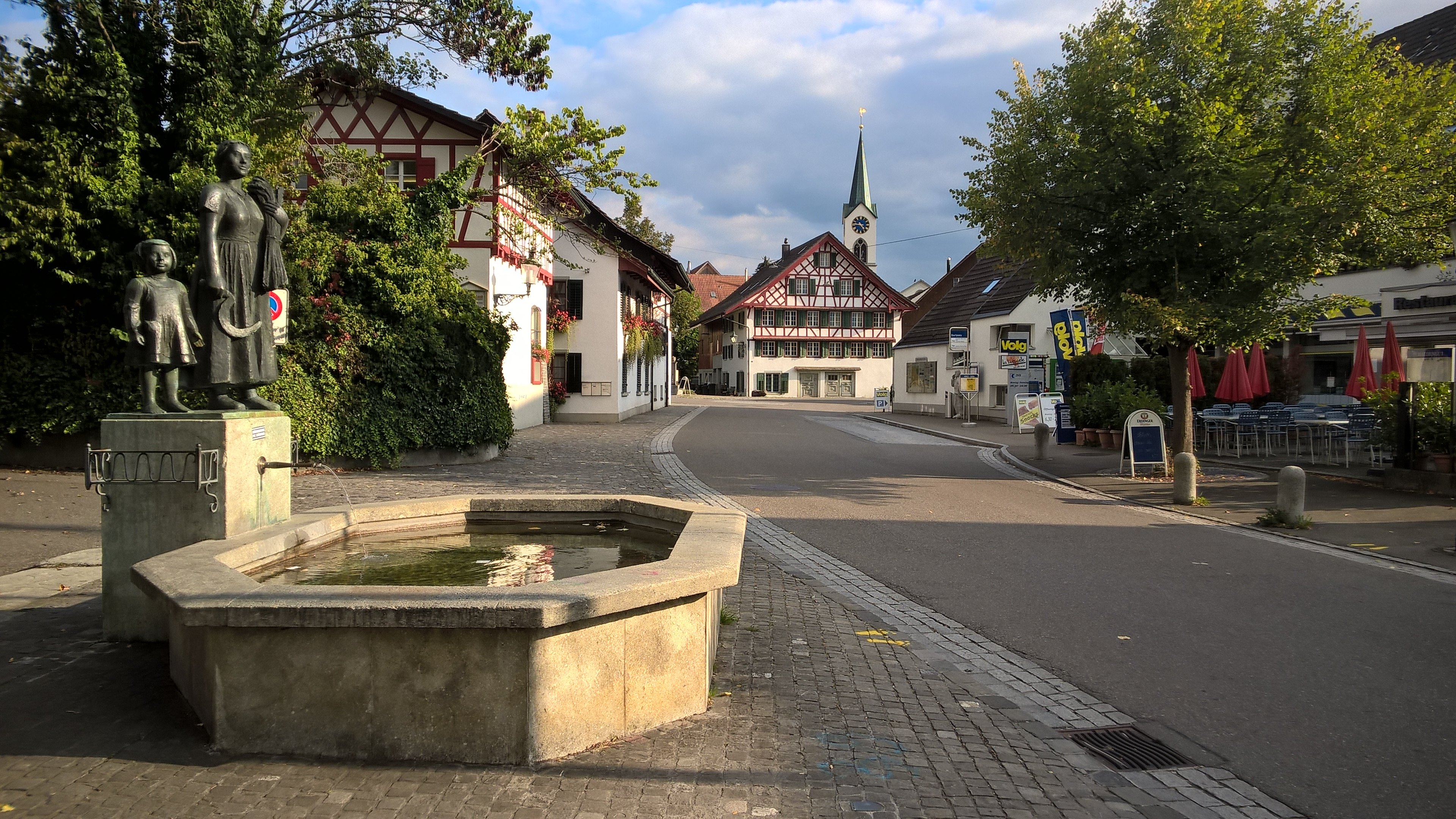
Auch Wangen-Brüttisellen gehört zum Hauptkern der Agglomeration

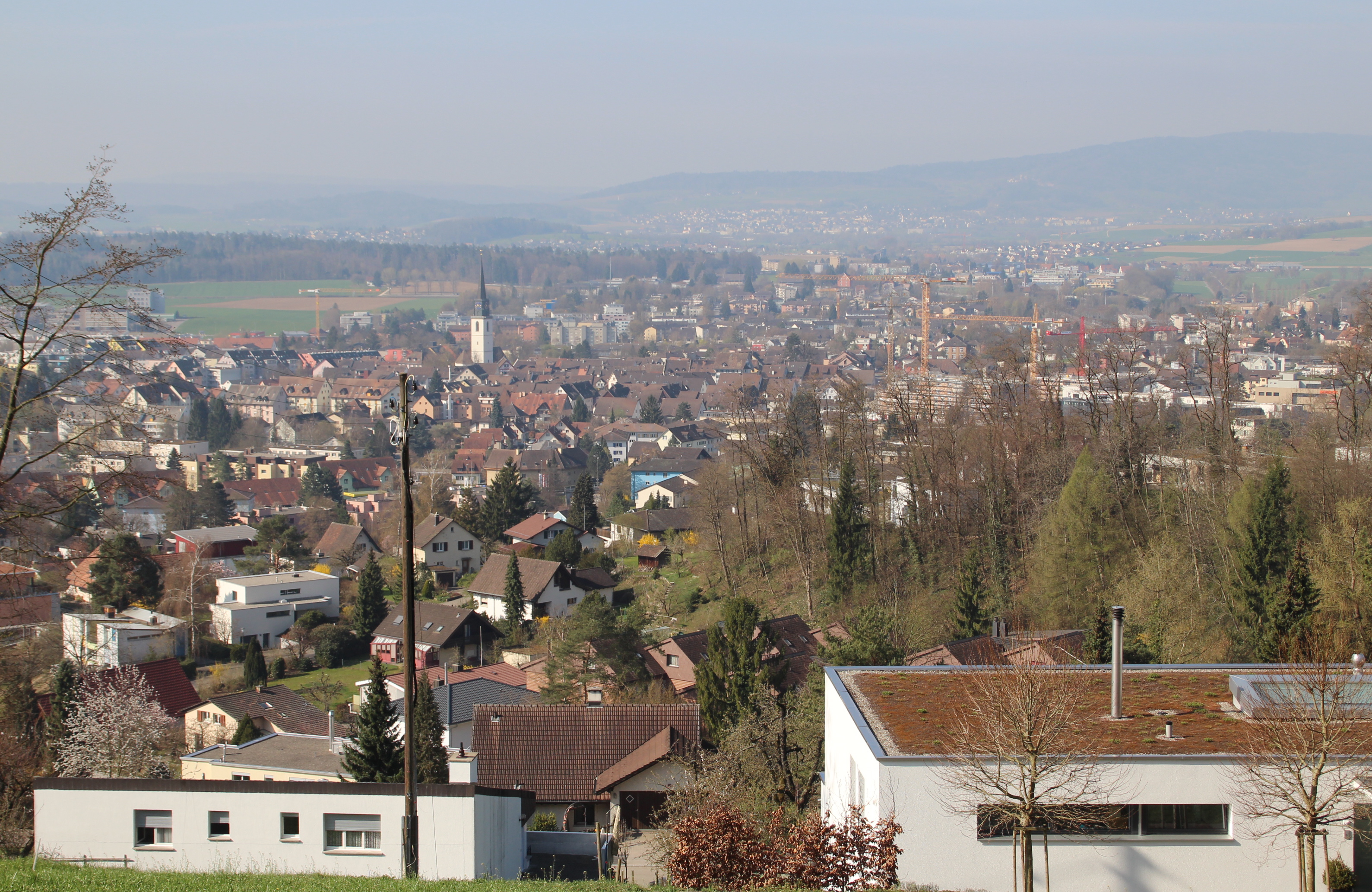
Bezirkshauptstadt im Nebenkern-Bereich: Bülach

Die folgenden 68 Gemeinden werden dem Kern der Agglomeration Zürich zugerechnet (Stand 2022).

Die Bevölkerungsdichte variiert selbst innerhalb des Hauptkerns stark. In der Stadt Zürich war sie 2015 mehr als doppelt so hoch wie der Mittelwert des Hauptkerns; und in Thalwil, der damals nach Zürich am dichtesten besiedelten Gemeinde, lag sie fast sieben Mal so hoch wie in Bergdietikon.
 *: Gemeinden mit 10'000 bis 20'000 Einwohnern
 **: Städte mit mehr als 20'000 Einwohnern (Uster und Dübendorf: über 30'000)
Hauptkern (36 Gemeinden)
(Kanton Zürich:) Zürich, Adliswil*, Bassersdorf*, Dietikon**, Dietlikon, Dübendorf**, Erlenbach, Geroldswil, Greifensee, Herrliberg, Horgen**, Kilchberg, Kloten**, Küsnacht*, Langnau am Albis, Männedorf*, Meilen*, Oberengstringen, Oberrieden, Oetwil an der Limmat, Opfikon**, Rüschlikon, Schlieren**, Schwerzenbach, Thalwil*, Uetikon am See, Unterengstringen, Urdorf*, Volketswil*, Wädenswil**, Wallisellen*, Wangen-Brüttisellen, Weiningen, Zollikon*, Zumikon.
(Kanton Aargau:) Bergdietikon.
Nebenkern (32 Gemeinden)
(Kanton Zürich:) Affoltern am Albis*, Bachenbülach, Buchs, Bülach**, Dällikon, Embrach*, Fällanden, Freienstein-Teufen, Hedingen, Höri, Illnau-Effretikon*, Niederglatt, Niederhasli, Oberglatt, Pfäffikon*, Regensdorf*, Richterswil*, Rorbas, Stäfa*, Uster**, Wetzikon**, Winkel.
(Kanton Aargau:) Berikon, Bremgarten, Killwangen, Rudolfstetten-Friedlisberg, Spreitenbach*, Widen, Würenlos, Zufikon.
(Kanton Schwyz:) Freienbach*, Wollerau.

### Gemeinden des Agglomerationsgürtels

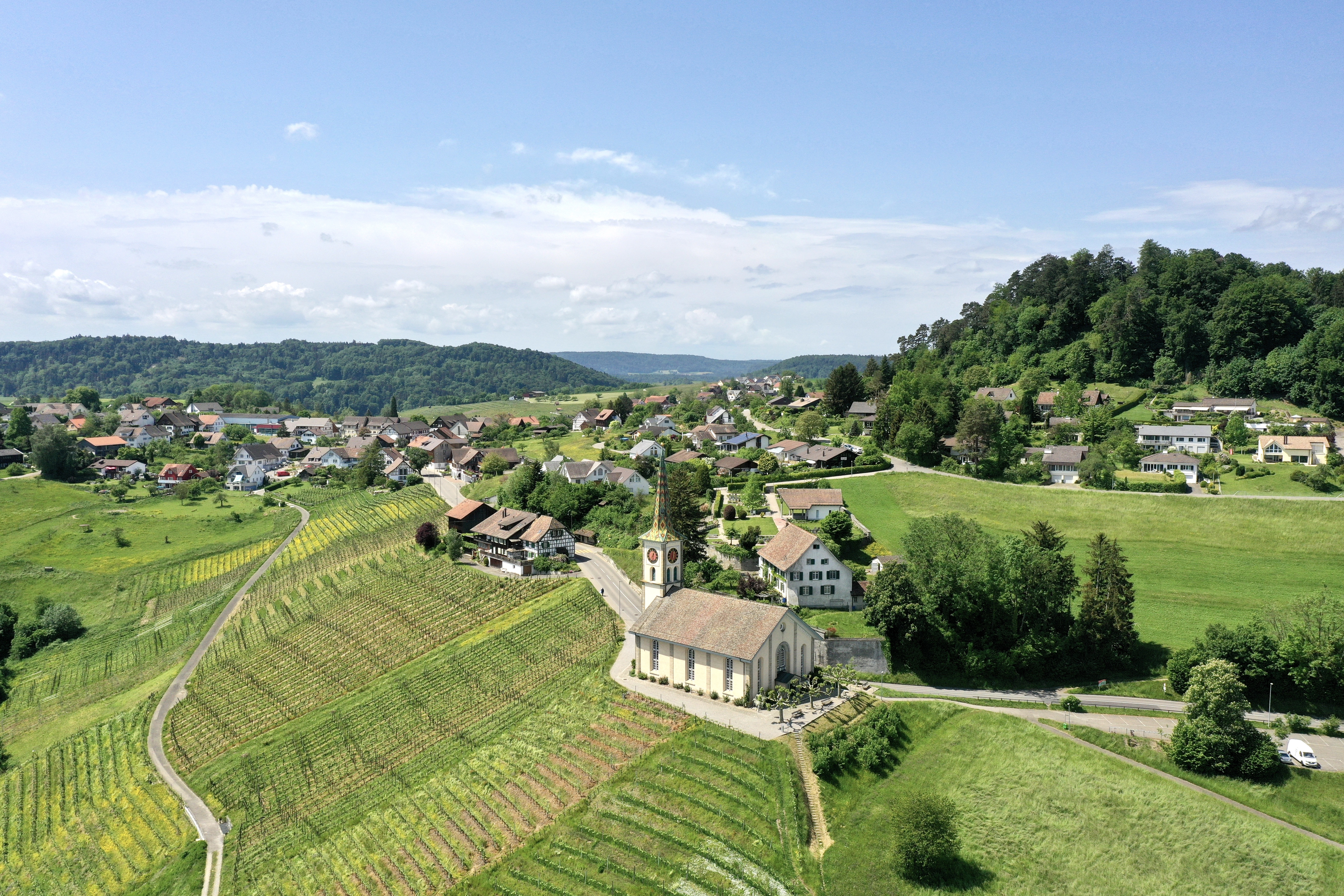
Am Rande des Agglomerationsgürtels liegt Buchberg (SH)

Dem Agglomerationsgürtel werden die folgenden 80 Gemeinden zugerechnet (Stand 2022).
 *: Gemeinden mit mehr als 10'000 Einwohnern
(Kanton Zürich:) Aesch, Aeugst am Albis, Bachs, Bäretswil, Bauma, Berg am Irchel, Birmensdorf, Bonstetten, Boppelsen, Brütten, Bubikon, Dänikon, Dättlikon, Dielsdorf, Egg, Eglisau, Fehraltorf, Glattfelden, Gossau*, Grüningen, Hausen am Albis, Hinwil*, Hittnau, Hochfelden, Hombrechtikon, Hüntwangen, Hüttikon, Lindau, Lufingen, Maur*, Mettmenstetten, Mönchaltorf, Neerach, Niederweningen, Nürensdorf, Oberembrach, Oberweningen, Obfelden, Oetwil am See, Otelfingen, Ottenbach, Pfungen, Rafz, Regensberg, Rifferswil, Rümlang, Russikon, Schleinikon, Schöfflisdorf, Seegräben, Stadel, Stallikon, Steinmaur, Uitikon, Wasterkingen, Weiach, Weisslingen, Wettswil am Albis, Wil, Wildberg, Zell.
(Kanton Aargau:) Aristau, Arni, Bellikon, Besenbüren, Eggenwil, Fischbach-Göslikon, Fisibach, Islisberg, Jonen, Künten, Oberlunkhofen, Oberwil-Lieli, Rottenschwil, Schneisingen, Siglistorf, Unterlunkhofen.
(Kanton Schaffhausen:) Buchberg, Rüdlingen.
(Kanton Schwyz:) Feusisberg.

## Verwandte Begriffe

### Grossregion Zürich (BFS)

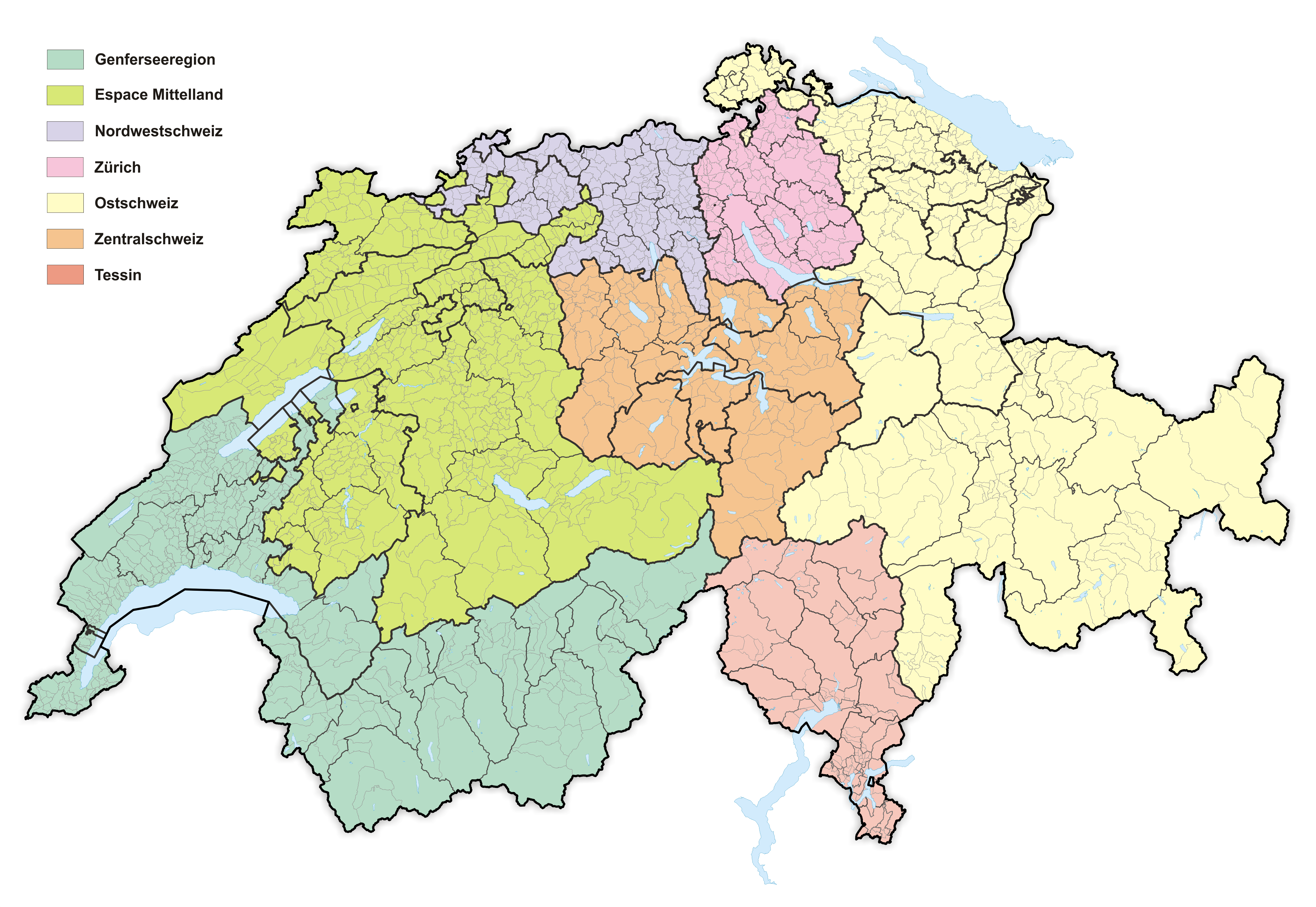
Grossregionen der Schweiz gemäss Bundesamt für Statistik (BFS)

Die Grossregion Zürich gemäss Definition des Bundesamts für Statistik ist identisch mit dem Gebiet des Kantons Zürich. Das BFS teilt die Schweiz in sieben Grossregionen ein, welche ausser Zürich und Tessin aus jeweils mehreren Kantonen bestehen. Der Grossregion Zürich benachbart sind die Grossregionen Nordwestschweiz (BS, BL, AG), Zentralschweiz (LU, ZG, SZ, OW, NW, UR) und Ostschweiz (SH, TG, SG, AR, AI, GL, GR).
Da die Grossregion Zürich den historisch bedingten Kantonsgrenzen folgt, ergibt sich der seltsame Umstand, dass Teile der Agglomeration Zürich (ebenfalls nach offizieller BFS-Definition) über die «Grossregion» hinausragen. Von Eurostat wird in der Statistik über europäische Metropolregionen (metropolitan regions) unter «Zürich» die Einwohnerzahl der offiziellen schweizerischen Grossregion aufgeführt – also diejenige des Kantons Zürich.

### Verein Metropolitanraum Zürich

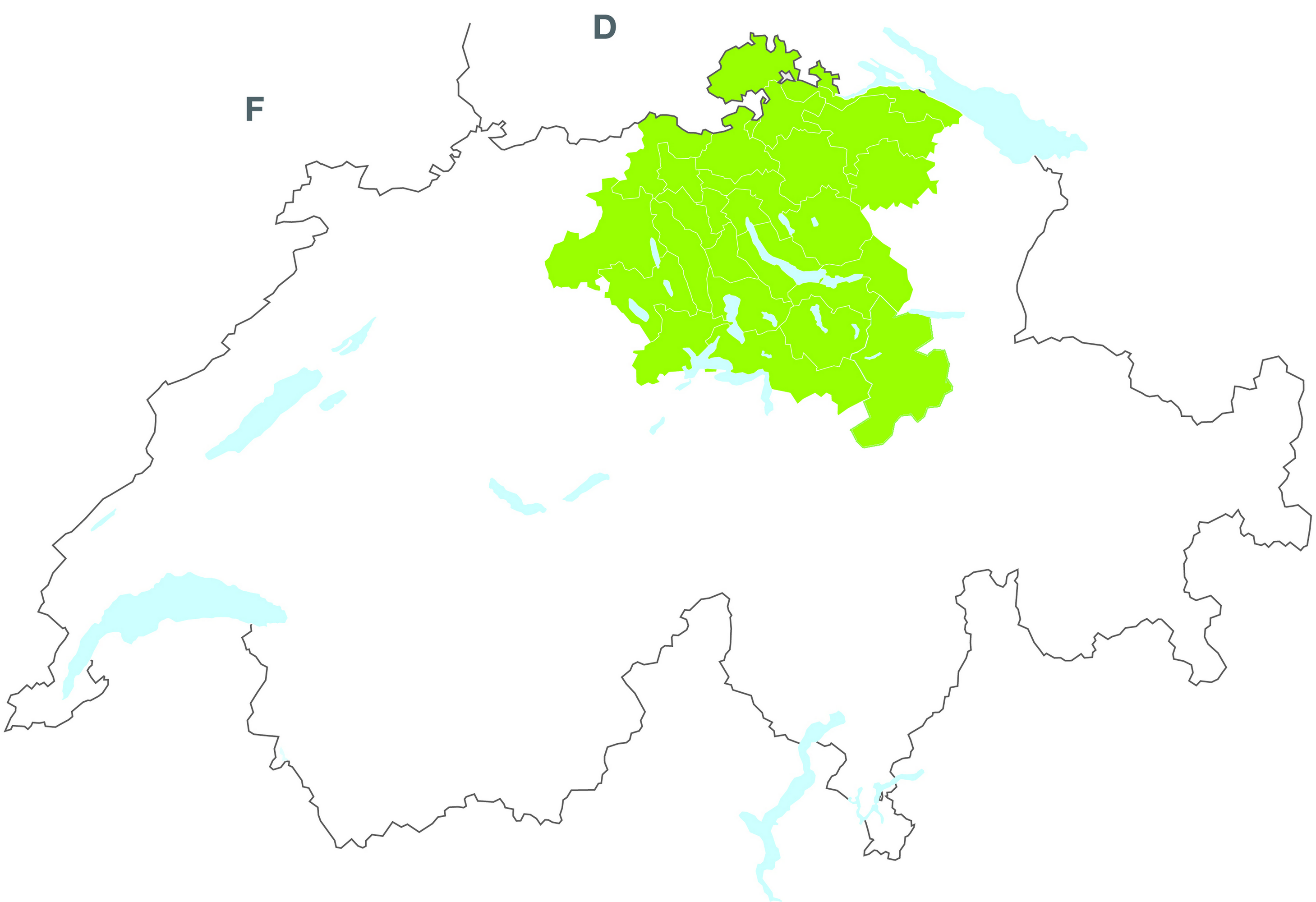
So stellt der Verein Metropolitanraum Zürich die Region dar, deren Interessen er vertritt

Im Juli 2009 wurde der Verein Metropolitanraum Zürich gegründet. Er fördert die Zusammenarbeit zwischen Kantonen, Städten und Gemeinden und setzt sich auf Bundesebene für die Anliegen der Region ein. Mitglieder mit Stimmrecht können nur Kantone, Städte und Gemeinden sowie regionale Körperschaften werden. Die Mitgliederversammlung wird als «Metropolitankonferenz» bezeichnet; der «Metropolitanrat» vertritt den Verein gegen aussen und steuert seine Aktivitäten. Der Verein ist nicht demokratisch legitimiert; laut seinen Statuten bleiben «die Zuständigkeiten der kantonalen und kommunalen Behörden umfassend gewahrt».
Obwohl der Name des Vereins gemäss Statuten immer noch gleich lautet, wird auf seiner Website der Begriff Metropolitankonferenz Zürich in den Vordergrund gestellt. Vollmitglieder sind die Kantone Zürich, Aargau, Thurgau, Schaffhausen, Schwyz, St. Gallen, Zug und Luzern sowie rund 120 Städte und Gemeinden (darunter auch die drei Gemeinden des Kantons Glarus); zu den assoziierten Mitgliedern gehören die Kantone Glarus und Graubünden sowie die Städte St. Gallen und Konstanz (Stand 2024).

### Wirtschaftsraum «Greater Zurich Area»

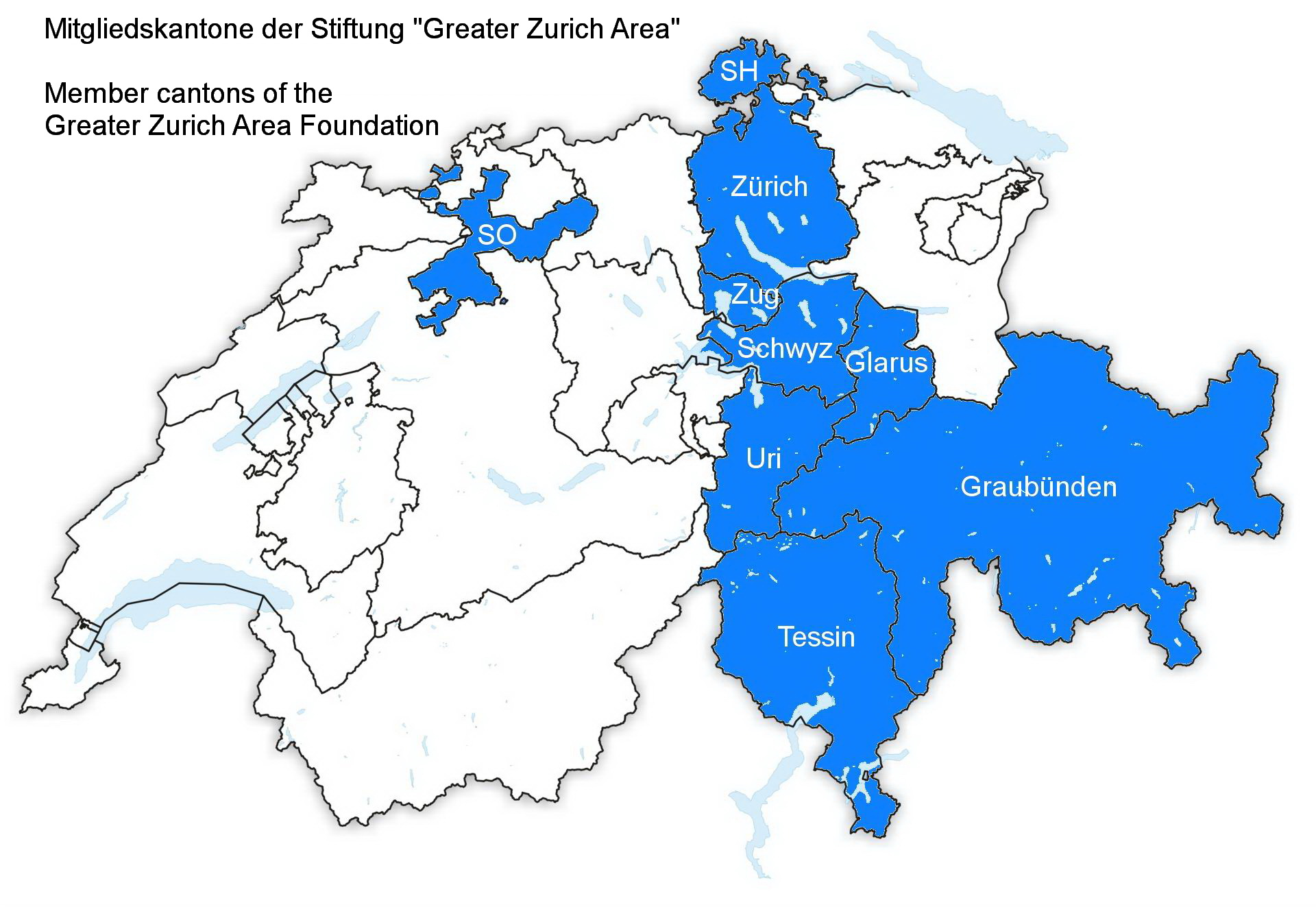
Mitgliedskantone der Stiftung «Greater Zurich Area Standortmarketing»

Auch Wirtschaftsverbände und Organisationen für die Standortvermarktung verwenden ähnlich zugeschnittene Bezeichnungen, wobei die räumliche Festlegung jeglicher statistischer Grundlagen entbehrt, sondern sich an den partizipierenden Kantonen und Unternehmen orientiert. Hierbei werden die dehnbaren Begriffe «Zürcher Wirtschaftsraum» oder «Greater Zurich Area» – zugleich der gesellschaftsrechtliche Name des international tätigen Standortmarketings – verwendet. Der «Wirtschaftsraum» wird dabei grob definiert als alles, was innerhalb von 90 Minuten vom Flughafen Zürich aus erreichbar ist. Da aber die konkurrierenden Standorte Basel und Bern über ein eigenes Standortmarketing verfügen, gehören sie nicht zum Zürcher Wirtschaftsraum, obwohl beide Städte innerhalb von 80 Minuten vom Flughafen Zürich aus zu erreichen sind. Dagegen wird die stark nach Zürich ausgerichtete Stadt Chur in der Regel zum Zürcher Wirtschaftsraum gezählt, obwohl die Reisezeit vom Flughafen gut 100 Minuten beträgt. Gemäss Angaben der «Greater Zurich Area» umfasst die Wirtschaftsregion Zürich ca. 13'000 km² und etwa 3,2 Mio. Einwohner (1,3 Mio. Arbeitstätige) sowie etwa 140'000 Unternehmen.
Die Schweiz und der Wirtschaftsraum Zürich haben überdurchschnittlich gute Voraussetzungen für Innovationen und nachhaltiges Wachstum. Der Grund liegt sowohl in der politischen Stabilität als auch im grossen Talent-Pool und der ETH Zürich als einer der besten Universitäten Europas. Konzerne wie Google, Microsoft, IBM, Disney, ABB, Biogen, Johnson & Johnson oder Roche betreiben hier bedeutende Standorte für Forschung & Entwicklung.
Wichtige Industrien:
- Biowissenschaften (Life Sciences): Biotechnologie, Medizintechnik
- Informationstechnologie: Künstliche Intelligenz, Computer Vision, Virtuelle Realität & Erweiterte Realität, Informationssicherheit
- Finanztechnologie & Blockchain
- Robotik & Intelligente Systeme: Robotik, Drohnen-Technologie, Computer Vision
- Industrie 4.0 & Advanced Manufacturing

Zu den weiteren Organisationen der Standortvermarktung von überregionaler Bedeutung gehört die Flughafenregion Zürich (FRZ). Zur Schweizer Wirtschaftsmetropole Flughafenregion Zürich gehören im engeren Sinne die folgenden elf Gemeinden: Bassersdorf, Bülach, Dietlikon, Dübendorf, Kloten, Nürensdorf, Oberglatt, Opfikon, Rümlang, Wallisellen und Wangen-Brüttisellen. Viele weitere Gemeinden und Städte zählen sich ebenfalls zum Einzugsgebiet des Zürcher Flughafens. Die Flughafenregion Zürich bezeichnet sich als führendes Wirtschaftsnetzwerk für Unternehmen und Politik in der Region.

### Metropolitanregion Nordschweiz (METREX)
Gemäss den Kriterien von METREX bestehen in der Schweiz nur zwei Metropolregionen: die Metropolitanregion Nordschweiz mit bipolarem Zentrum (Zürich und Basel) und Ausdehnung über die Deutschschweiz (darunter Bern nur als Teilmenge) bis ins Elsass und nach Süddeutschland, sowie die Metropolregion Genf-Lausanne (Métropole lémanique). Die Region Tessin gehört nach METREX-Kriterien zur Metropolregion Mailand.

## Siehe auch

Einen grossen Teil der Verkehrsströme innerhalb der Metropolregion Zürich nimmt die S-Bahn Zürich auf